# Capulín (Nuevo México)
Capulin es un lugar designado por el censo ubicado en el condado de Union en el estado estadounidense de Nuevo México. En el Censo de 2010 tenía una población de 66 habitantes y una densidad poblacional de 17,22 personas por km².

## Toponimia
El topónimo proviene de la palabra española capulín, que se deriva de la palabra náhuatl capolín o capolcuahuitl para designar al Prunus virginiana un árbol de rosácea. En Nuevo México, se utiliza inicialmente para designar a la Sierra del Capulín.

## Geografía
Capulin se encuentra ubicado en las coordenadas 36°44′48″N 104°0′8″O / 36.74667, -104.00222. Según la Oficina del Censo de los Estados Unidos, Capulin tiene una superficie total de 3.83 km², de la cual 3.83 km² corresponden a tierra firme y (0%) 0 km² es agua.

## Demografía
Según el censo de 2010, había 66 personas residiendo en Capulin. La densidad de población era de 17,22 hab./km². De los 66 habitantes, Capulin estaba compuesto por el 93.94% blancos, el 0% eran afroamericanos, el 0% eran amerindios, el 0% eran asiáticos, el 1.52% eran isleños del Pacífico, el 0% eran de otras razas y el 4.55% pertenecían a dos o más razas. Del total de la población el 36.36% eran hispanos o latinos de cualquier raza.